# الجواله
الجواله (به فرانسوی: Jouala) یک شهرک در مراکش است که در استان قلعه سراغنه واقع شده‌است. الجواله ۱۱٬۳۷۳ نفر جمعیت دارد.